# Krasnoperekopsk

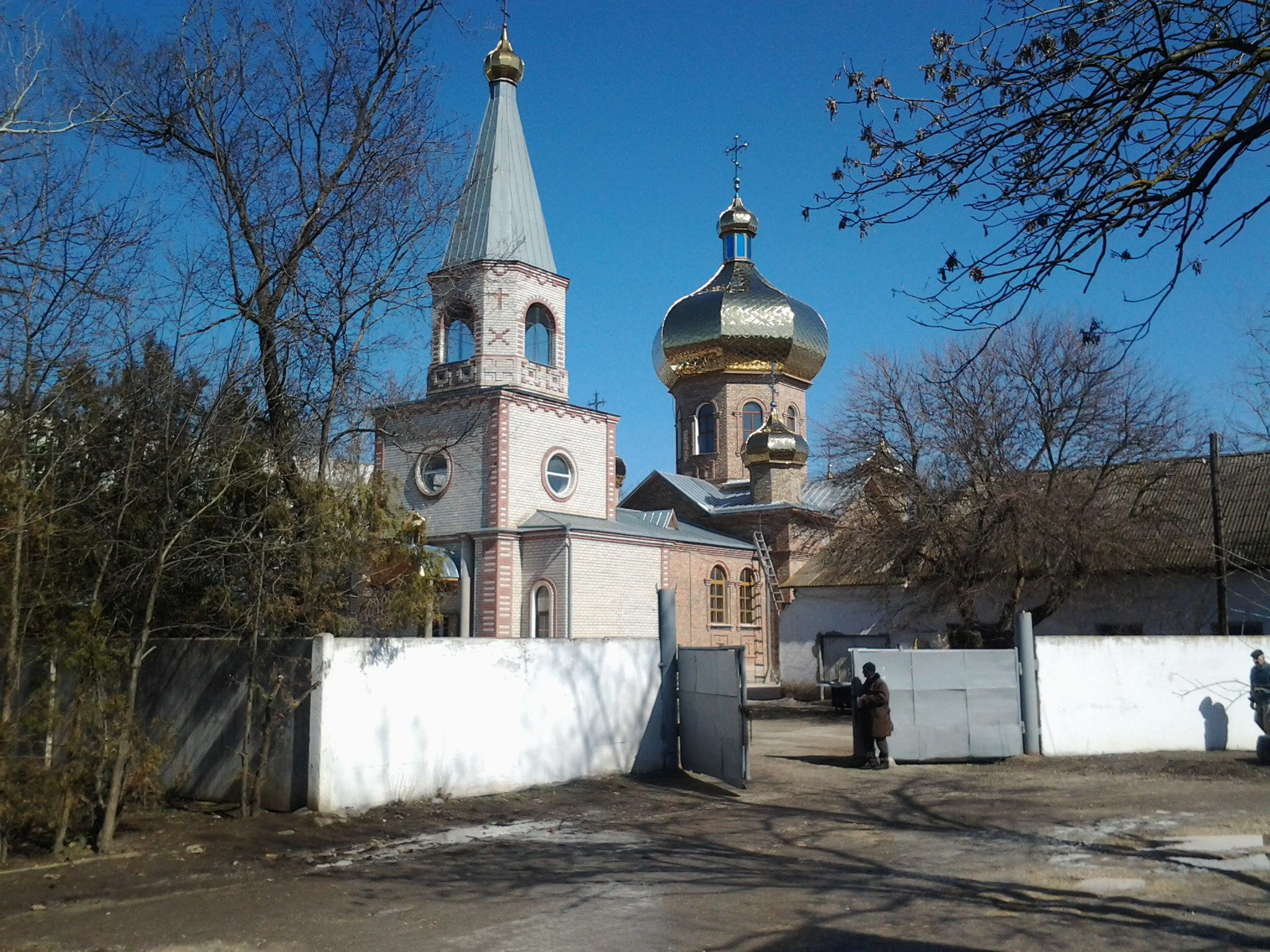
Himmelfahrtskirche

Krasnoperekopsk (ukrainisch Красноперекопськ – ukrainisch seit dem 12. Mai 2016 Jany Kapu/Яни Капу, diese Umbenennung tritt erst nach dem Ende der russischen Besatzung in Kraft; russisch Красноперекопск) ist eine Stadt in der Autonomen Republik Krim, Ukraine mit 30.000 Einwohnern. Sie liegt auf der Landenge von Perekop ca. 120 km nordwestlich von Simferopol.
In Krasnoperekopsk befindet sich die größte Sodafabrik der Ukraine, derentwegen der Ort 1932 als Siedlung für die Arbeiter des heutigen Sodawerkes gegründet wurde. Die Stadt besitzt das Stadtstatut seit 1966 und ist das Verwaltungszentrum des gleichnamigen Rajons, jedoch kein Teil desselben.
Der Name bezieht sich auf die 1920 zerstörte Stadt Perekop, der Namenszusatz „Krasno-“ bedeutet dabei „Rot-“.
Die Stadt liegt am Nord-Krim-Kanal und an der Bahnstrecke Dschankoj–Cherson, eine der zwei Bahnstrecken, die die Krim mit dem Festland verbinden.

## Geschichte
Krasnoperekopsk war bei seiner Gründung Teil der Oblast Krim innerhalb der Russischen SFSR.
Durch Beschluss des Obersten Sowjets der UdSSR aus Anlass des 300. Jahrestags des Vertrags von Perejaslaw wurde Krasnoperekopsk zusammen mit der Oblast Krim am 26. April 1954 an die Ukrainische Sozialistische Sowjetrepublik angeschlossen. Von 1991 bis 2014 war Krasnoperekopsk Teil der unabhängigen Ukraine.
Seit der völkerrechtswidrigen Annexion der Krim 2014 durch Russland propagiert Russland Krasnoperekopsk als Teil des Föderationssubjekts Südrussland der Russischen Föderation. De jure nach Angaben der administrativ-territorialen Teilung der Ukraine ist Krasnoperekopsk unverändert Teil der Autonomen Republik Krim, die zu den durch Russland besetzten Gebieten gehört.

## Klima
Das Klima ist sehr trocken und warm. Die Winter sind mäßig mild. Die durchschnittlichen Temperaturen liegen im Januar bei −2,4 °C und im Juli bei 23,3 °C. Die Jahresniederschlagsmenge beträgt durchschnittlich 336 mm.

## Wirtschaft
In Krasnoperekopsk befinden sich größere Chemiebetriebe, Keramikbetriebe für Bierbrauereien, die Krim-Soda-Fabrik (Herstellung von Speisesoda) und Kühlanlagenbetriebe.

## Bildung
6 Kindergärten und 5 Schulen befinden sich in Krasnoperekopsk.

## Bevölkerung
Zusammensetzung der Bewohner laut der Volkszählung 2001:
| Gruppen     | Anzahl | in Prozent |
| ----------- | ------ | ---------- |
| Russen      | 15 736 | 51,0       |
| Ukrainer    | 12 631 | 40,9       |
| Krimtataren | 0928   | 03,0       |
| Koreaner    | 0439   | 01,4       |
| Weißrussen  | 0366   | 01,2       |
| Tataren     | 0145   | 00,5       |
| Armenier    | 080    | 00,3       |